# جيسيكا رودريغيز
جيسيكا رودريغيز (بالإسبانية: Jessica Rodríguez) هي متسابقة ملكة الجمال وعارضة بنمية، ولدت في 18 سبتمبر 1982 في بنما في بنما.